# Setaria longipila
Setaria longipila là một loài thực vật có hoa trong họ Hòa thảo. Loài này được E.Fourn. miêu tả khoa học đầu tiên năm 1886.